# 佐藤恒治 (実業家)
佐藤 恒治（さとう こうじ、1969年〈昭和44年〉10月19日 - ）は、日本の実業家、自動車エンジニア、トヨタ自動車代表取締役社長・CEO（最高経営責任者）、日本自動車工業会副会長。東京都出身。

## 来歴
1992年3月、早稲田大学理工学部機械工学科を卒業し、同年4月にトヨタ自動車に入社。技術管理部に配属される。その後、シャシー設計部で8年間働き、初代プリウスやビスタのサスペンション設計に携わった。その後、製品企画に異動し、北米カムリの開発を担当した。
2005年、高級車部門「レクサス」ブランドの開発チームに異動し、GSのコンセプトプランナーと開発主査を担当。続いて、チーフエンジニアとしてフラッグシップクーペ、LCの開発を指揮した。その後、レクサス・インターナショナルの統括、エグゼクティブ・バイス・プレジデントを経て、2020年1月にプレジデントに就任した。
2020年9月、スポーツブランド「GR」を展開するガズー・レーシングカンパニーの2代目プレジデントに就任。「モータースポーツを基点としたもっといいクルマづくり」を掲げる豊田章男社長（現・会長）の片腕として、水素燃料エンジン搭載車による耐久レース参戦や、富士モータースポーツフォレスト建設計画を推進した。
トヨタ経営陣では、2017年に常務理事、2020年と2021年に執行役員のひとりに抜擢された。2021年1月にはトヨタのブランド戦略を担当するチーフ・ブランディング・オフィサーに就任した。
2023年4月、豊田章男の後任としてトヨタ自動車の執行役員・社長・CEOに就任した。トヨタ自動車社長としては12代目となる。
同年6月の第119回定時株主総会後、トヨタ自動車代表取締役社長に就任した。

## 年譜
- 1992年

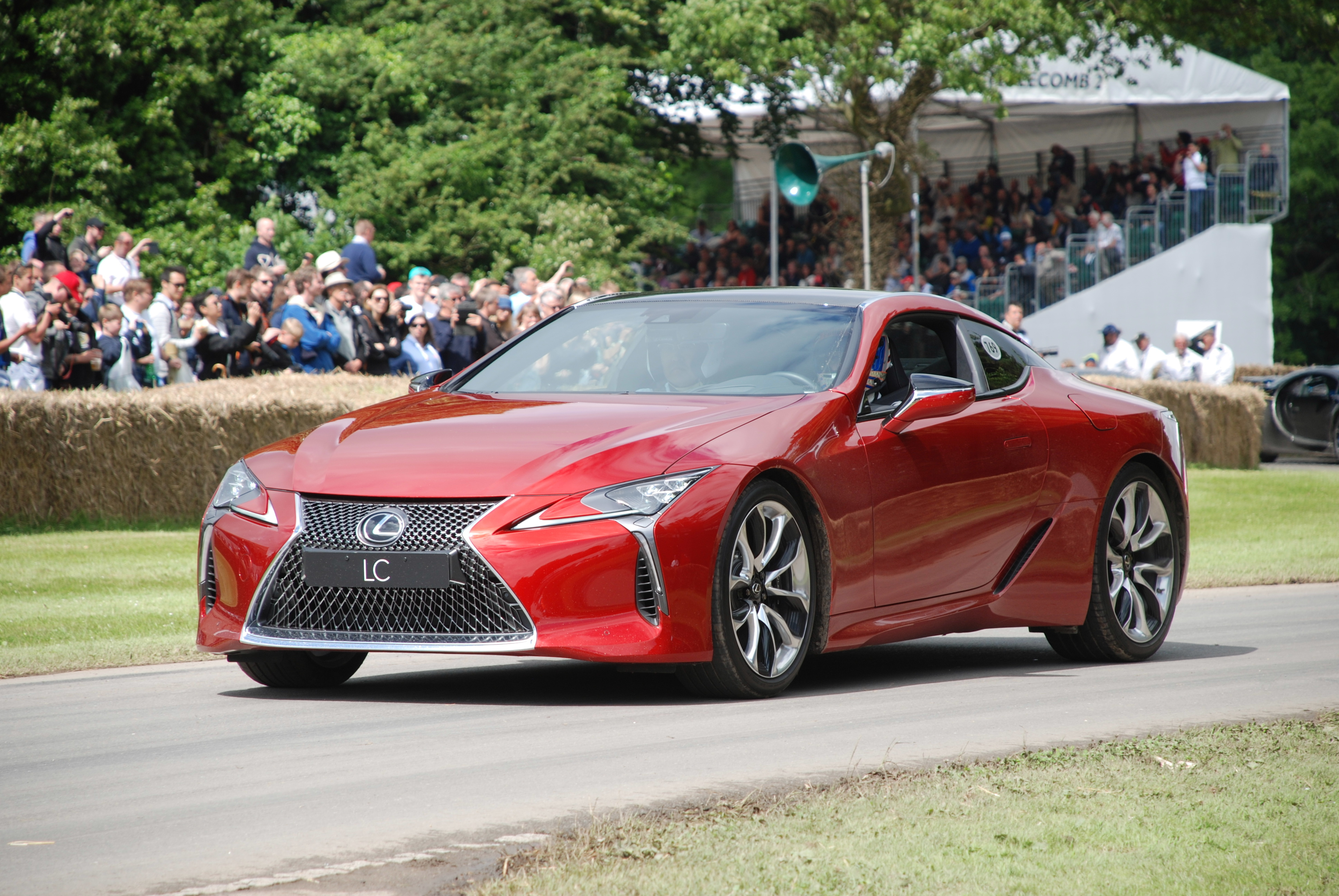
チーフエンジニアとして開発を手掛けたレクサス・LC（2017年）

  - 3月 - 早稲田大学理工学部機械工学科卒業[1]。
  - 4月 - トヨタ自動車に入社[1]。
  - 9月 - 技術管理部（技術部門センター制導入プロジェクトを担当）[1]。
- 1994年9月 - 第2シャシー設計部（初代プリウス、及びビスタのサスペンション設計を担当）[1]。
- 2003年7月 - 第1トヨタセンター ZV（北米カムリ製品開発を担当）[1]。
- 2006年4月 - レクサスセンター（レクサス・GSコンセプトプランナー、レクサス・GS開発担当主査）[1]。
- 2012年6月 - レクサス製品開発部（GA-Lプラットフォーム主査、レクサス・LCコンセプトプランナー）[1]。
- 2016年1月 - Lexus International Co. ZLチーフエンジニア（レクサス・LC開発責任者）[1]。
- 2017年4月 - 常務理事就任、Lexus International Co.統括[1]。
- 2019年1月 - Lexus International Co. Executive Vice President[1]。
- 2020年
  - 1月 - 執行役員就任、Lexus International Co. President[1]。
  - 9月 - GAZOO Racing Company President[1]。
- 2021年
  - 1月 - 執行役員就任、Chief Branding Officer[1]。
  - 6月 - ダイハツ工業の取締役に就任[15]。
- 2023年
  - 3月 - ダイハツ工業の取締役を退任[16]。
  - 4月 - 執行役員・社長・CEO就任[1]。
  - 6月 - 代表取締役社長就任[14]。

## 人物・エピソード
- 学生時代はガソリンスタンドや富士スピードウェイでアルバイトをしながら、愛車のカスタマイズに励んでいた[17]。
- 大学ではディーゼルエンジンの燃焼について研究していたが、入社後は技術部門の業務改革に取り組むチームに配属され、ショックを受けた。しかし、社内の様々な部署のエンジニアと話をするうちに、関心がエンジン開発から車づくり全体へ変わっていった。また、上司からもチーフエンジニアを目指せと助言され、製品開発の道へと進んだ[4]。
- 2022年12月、タイのブリーラム・サーキットで行われた25時間耐久レースに水素エンジンカローラが参戦した際[18]、モリゾウ（豊田章男のレーシングネーム）と並んでレースを観ている時に、「ちょっとお願いをきいてくれる?社長やってくれない?」と内示を受けた[19]。本人は本当に冗談だと思ったという。
- トヨタ自動車の社長では、豊田達郎（1992年社長就任）以来31年ぶりの理系出身者となる[20]。また、創業家の豊田家以外では、初のエンジニア出身の社長となる[21]。会見では「私はエンジニアで長くクルマ造りに携わってきた。クルマを造ることが大好き。だからこそクルマを造り続ける社長でありたいと思っている」「これからのクルマはモビリティへ大きく進化していく。その中でクルマの本質的な価値を守り、新しいモビリティの形を提案していきたい」と抱負を述べた[22]。
- 旧型車の愛好家で、中古車サイトをチェックしたり、ネットオークションで部品を入手している[23]。愛車はLCと4代目スープラ（A80型）[17]。また、カローラレビン（AE86型）を衝動買いし、整備を楽しんでいる様子をSNS上にアップしている[23][24]。